# Centro histórico de Santa Ana de los Ríos de Cuenca
O centro histórico de Santa Ana de los Ríos de Cuenca, cuja zona central ocupa 224,14 hectares, é um sítio do Patrimônio Mundial da UNESCO (desde 1999) no Equador, na cidade de Cuenca, da província de Azuay.

## História

### Época pré-hispânica (8 000 a.C.–1 460 d.C.)
A história da cidade de Cuenca tem uma antiguidade de mais de 8 mil anos. Na região de Chobshi, ao Leste da atual metrópole se encontrou uma  grota com vestígios arqueológicos de objetos feitos em pedra obsidiana para a caça de animais. Segundo o arqueólogo francês Paul Rivet,os primeiros povoadores do antigo Equador chegaram da Sibéria cruzando a ponte terrestre de Bering havia 12 000 anos. Eles foram caçadores e colheiteiros. A grota preta de Chobshi como é conhecida, é um dos sítios emblemáticos do período Paleo-índio da região sul equatoriana. Foi abrigo e zona de atividades diversas e um tipo de acampamento base para os indígenas. A obsidiana achada vinha de uma mina chamada Quiscatola e que se encontra a 450 km da grota. Isto é uma prova das prematuras relações entre as primeiras culturas andinas. Estes grupos humanos, logo se espalharam pela região até conformar a civilização conhecida hoje como Cañari.
Por volta de 1 500 a.C. se desenvolveu a primeira cultura que deu a origem dos Cañaris, chamada pelos arqueólogos Cerro Narrío com duas fases determinadas denominadas Tacalshapa e Cashaloma, com um tipo de cerâmica única na região, além de inúmeros objetos feitos em concha marinha, o que representa a importância que o comércio já tinha com as culturas do litoral do Pacífico.
Entre 500 a.C. e 500 d.C., os diversos grupos humanos que moravam nos Andes equatoriais formaram grandes confederações, também conhecidas no Equador como "Senhorios Étnicos". A agricultura, a ourivesaria, a cerâmica e os tecidos, foram algumas das atividades feitas por estes indígenas. Já para 500 d.C., as redes comerciais entre o litoral com os Andes e com culturas peruanas ou amazônicas era intenso. Os Cañaris, do mesmo jeito que seus ancestrais, canalizaram o comércio e redistribuição de produtos exóticos ao Peru  e também mantinham relações com seus vizinhos da Amazônia e do Litoral. Entre os produtos mais procurados pelos mercadores temos o algodão, as penas coloridas das aves exóticas da floresta tropical, o sal grosso que vinha de minas nas montanhas, peixe conservado em sal e mandioca.
Os povos que ocuparam a serra durante o período de Integração (500 d.C.) foram conhecidos através das inúmeras notícias escritas nas crônicas dos espanhóis Aclimatizados à altitude que é a principal caraterística da região, os Cañaris conformaram aldeias de serranos, agricultores e caçadores que tinham desenvolvido as suas lideranças e organização social em função a crenças mágicas e princípios práticos. As crenças que faziam dos morros, das montanhas e dos vulcões seres vivos estavam muito espalhadas pelos Andes  As lagoas, as araras coloridas e as serpentes eram parte de seu panteão de seres mitológicos. No caso dos Cañaris, é importante destacar a exploração que fizeram dos metais e seus trabalhos em ouro, prata e cobre. Estavam organizados em centros administrativos chamados "cacicazgos" como Hatum-Cañar, Molleturo, Cañaribamba, Tanday-Pindilig e Sigsig. A língua falada era a cañari, mesmo que segundo as pesquisas etno-históricas existiram enfrentamentos entre os líderes das comunidades, o que nos faz pensar que não era uma confederação unida, aliás, na hora de lutar contra algum inimigo como os Shuaras da Amazônia ou os incas peruanos eram uma força só.
No local onde se encontra atualmente a cidade de Cuenca, os Cañaris levantaram seu centro de poder político administrativo chamado "Guapondélig" que significa "planície tão grande quanto o céu".

### Conquista Inca e cidade imperial (1460–1532)

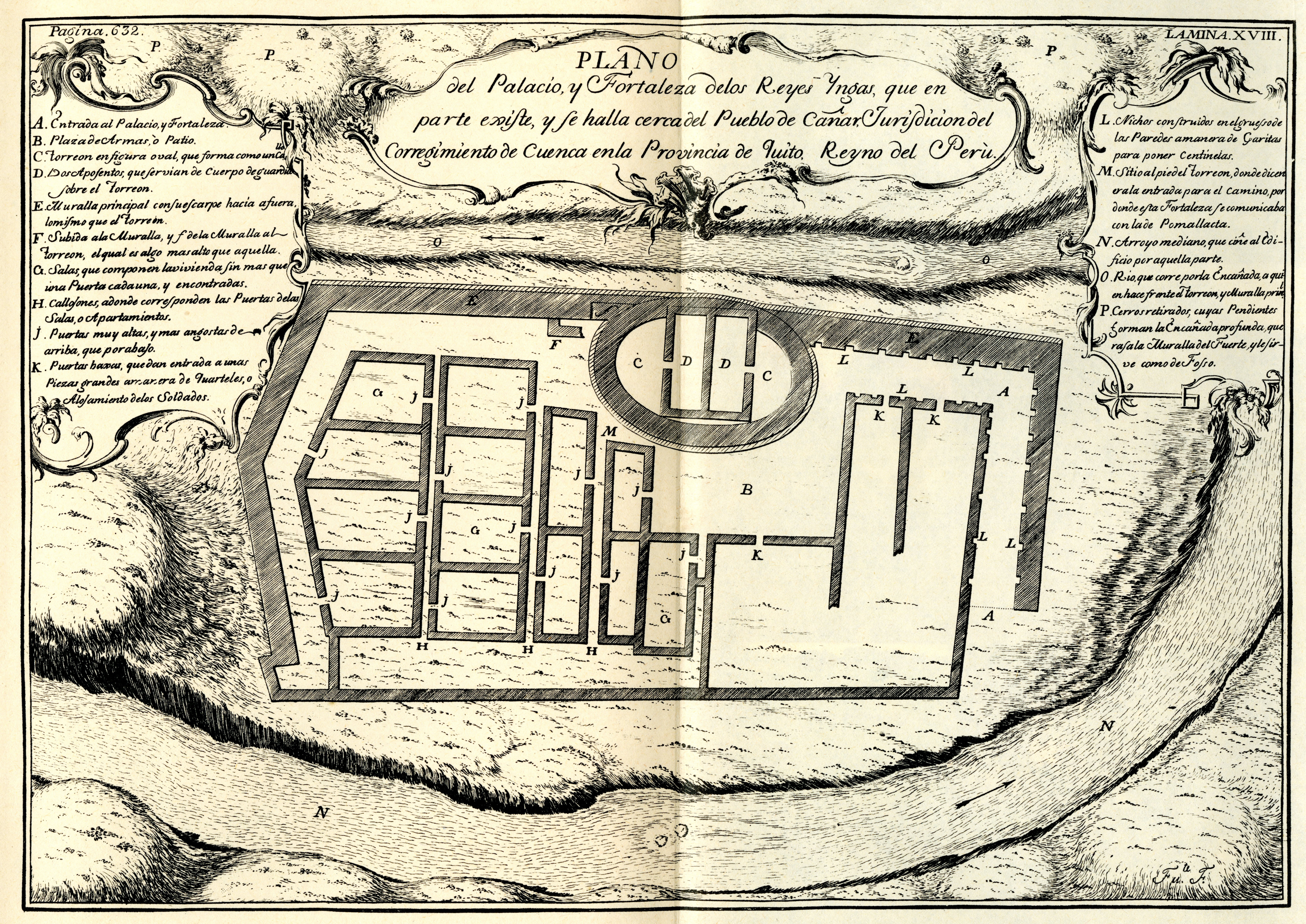
Planta de complexo arqueológico inca estudado pelos geodésicos franceses em 1736

Por volta do ano 1460, os incas originários do Peru conquistaram a vila nativa e transformaram a história da região norte dos Andes sul-americanos. Esta expansão consolidou o império chamado Tahuantinsuiu. O atual Equador foi a província do Chinchaysuiu, que significa "terra do jaguar". A conquista do que hoje é território equatoriano devia estar motivada, em grande medida, por causa da alta produtividade agrícola dos vales andinos, sobretudo em milho e batatas . Também pode ser o fato de ter tipos de culturas especializadas nos Andes setentrionais como o caso da coca, a planta sagrada que se cultivava de forma especial na região de Pimampiro (atual província de Imbabura). Além disso, como as populações do norte do Equador atual sabiam melhor do que ninguém cultivar essa planta, grupos inteiros de moradores dessa zona foram trasladados aos vales de clima similar de outras regiões para melhorar e ampliar seu cultivo .
Outra razão para a conquista do norte andino pode estar relacionada com o fato de que a costa equatoriana era o principal local da América para a obtenção do "mullu" ou concha Spondylus, objeto de grande valor para os povos andinos, tanto pelo seu significado religioso (culto à fertilidade e oferendas aos deuses) quanto pelo grande valor como matéria prima para fazer joias e enfeites.

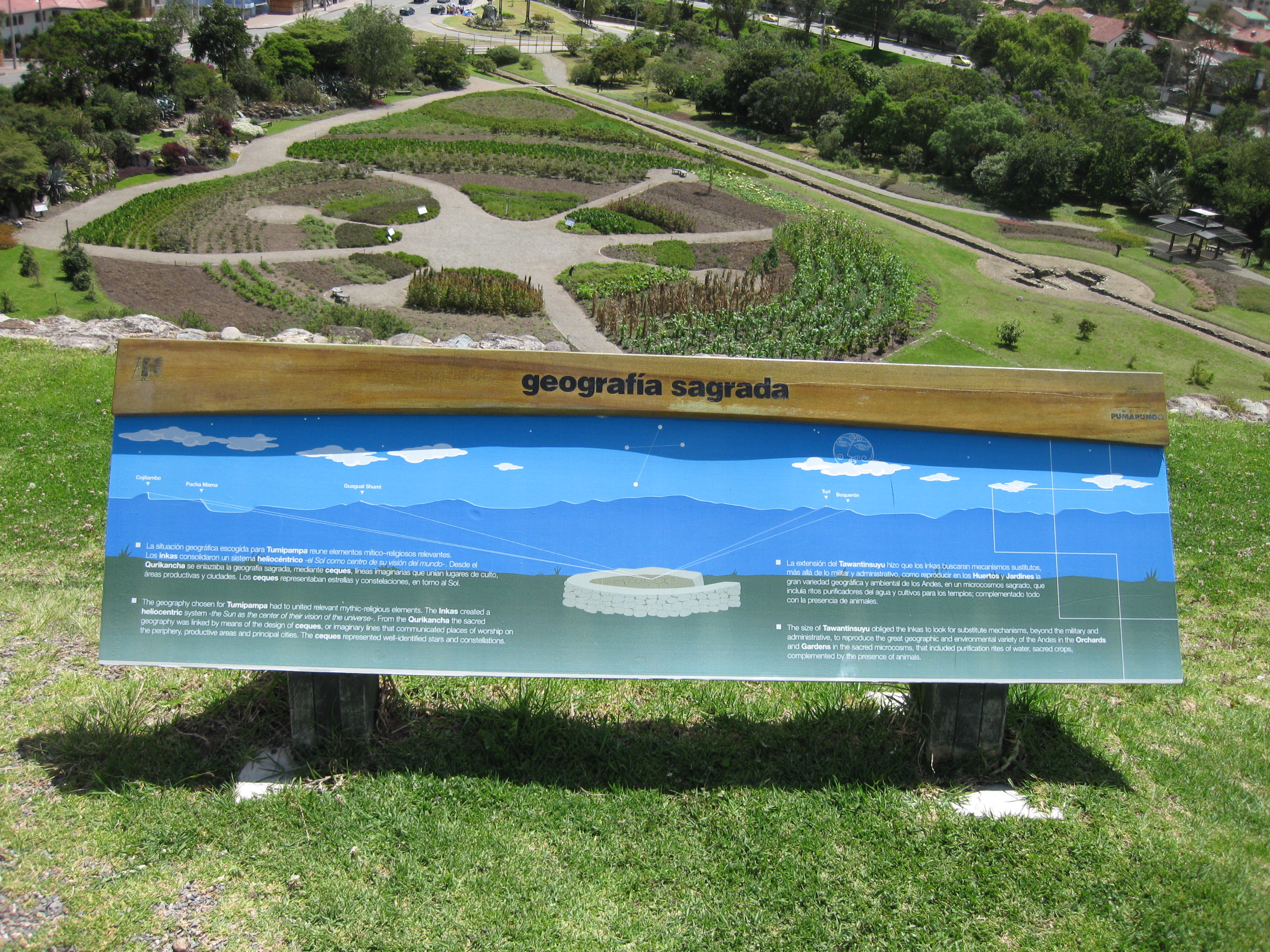
Jardim inca no complexo arqueológico de Pumapungo

A primeira invasão foi em 1460 por parte dos exércitos liderados pelo inca Túpac Yupanqui, durante o reinado de seu pai Inca Pachacuti. Mesmo que tiveram que se enfrentar contra a resistência dos Paltas e Cañaris, a conquista foi relativamente fácil, porque as diversas comunidades cañaris não conseguiram formar uma unidade política forte. Assim, Hatum Cañar foi transformada em Paukarbamba, que em quéchua significa "vale das flores". Aqui Túpac Yupanqui se apaixona por uma princesa cañari e casa com ela. Daquela união nasceu o Inca Huayna Cápac. Ele assumiu o trono ainda muito jovem. Não havia problema quanto ao seu sucessor. Casara-se com uma princesa de Quito e ela dera-lhe um filho, Atahualpa. Mas, ao tornar-se sapa inca, casou-se com sua irmã de Cusco e tiveram um filho, Huáscar.
A nova vila muda o nome por Tumipampa, que significa "vale da faca". Atualmente é possível ver os vestígios das três cidades no bairro de Todos Santos, onde temos muros de pedra Cañari, incas e espanhóis. O bairro administrativo se chamava Pumapungo que significa "porta do jaguar". As trilhas do atual parque arqueológico, demarcam os setores restaurados da antiga cidade como o Aklla Wasi, espécie de convento indígena habitado por mulheres consagradas ao Sol; o Templo Maior de Qurikancha, centro religioso e astronômico que simboliza o mais alto nível de poder religioso e político daquele setor; além dos belos terraços agrícolas onde os incas cultivavam, em terrenos inclinados, produtos dedicados ao Sol. Em épocas incas, Tomebamba se converteu na segunda cidade em importância do império após Cusco, no Peru.

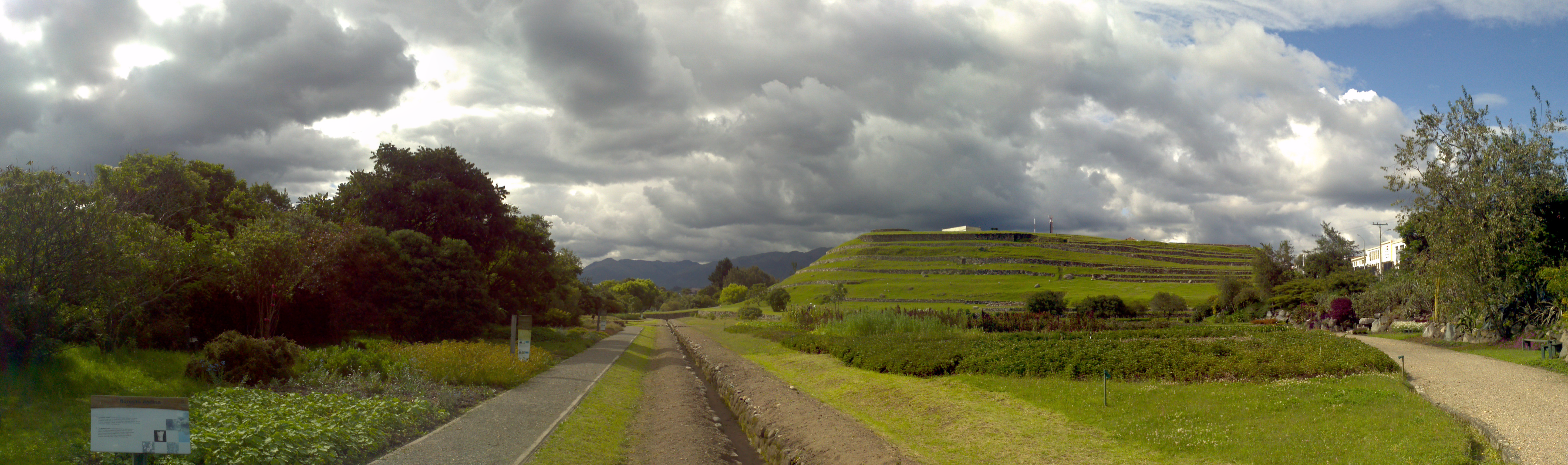
Terraços de Pumapungo, antigo bairro inca de Tomebamba

Segundo as informações dos cronistas, Huayna Cápac morreu em 1525 de varíola, doença introduzida pelos europeus e que se espalhou rapidamente pelas Américas. O Inca Huáscar subiu ao trono, mas Huayna Cápac havia decretado que Quito deveria ser herdada por Atahualpa.  Em 1532, iniciou-se uma guerra civil entre os dois meio-irmãos. Atahualpa acabou por conquistar o império inteiro e aprisionou Huáscar.

### Conquista espanhola e cidade colonial (1532–1736)
No mesmo ano do fim da guerra civil, o conquistador espanhol Francisco Pizarro atingiu o Peru com seu pequeno exército e começou o processo de conquista. Finalmente, na cidade inca de Cajamarca e, por meio de uma armadilha, Pizarro conseguiu capturar Atahualpa. Dois anos mais tarde, os espanhóis tinham conquistado todo o Tahuantinsuiu. Sebastián de Benalcázar e Diego de Almagro foram os encarregados de continuar a conquista do norte andino. Aqui se enfrentaram com os exércitos liderados pelo inca Rumiñahui, um dos melhores generais incas que lutou até a sua morte pela defesa do império. Em 1534 foi fundada a vila de San Francisco de Quito e com este episodiou a nova ordem política ficou estabelecida.

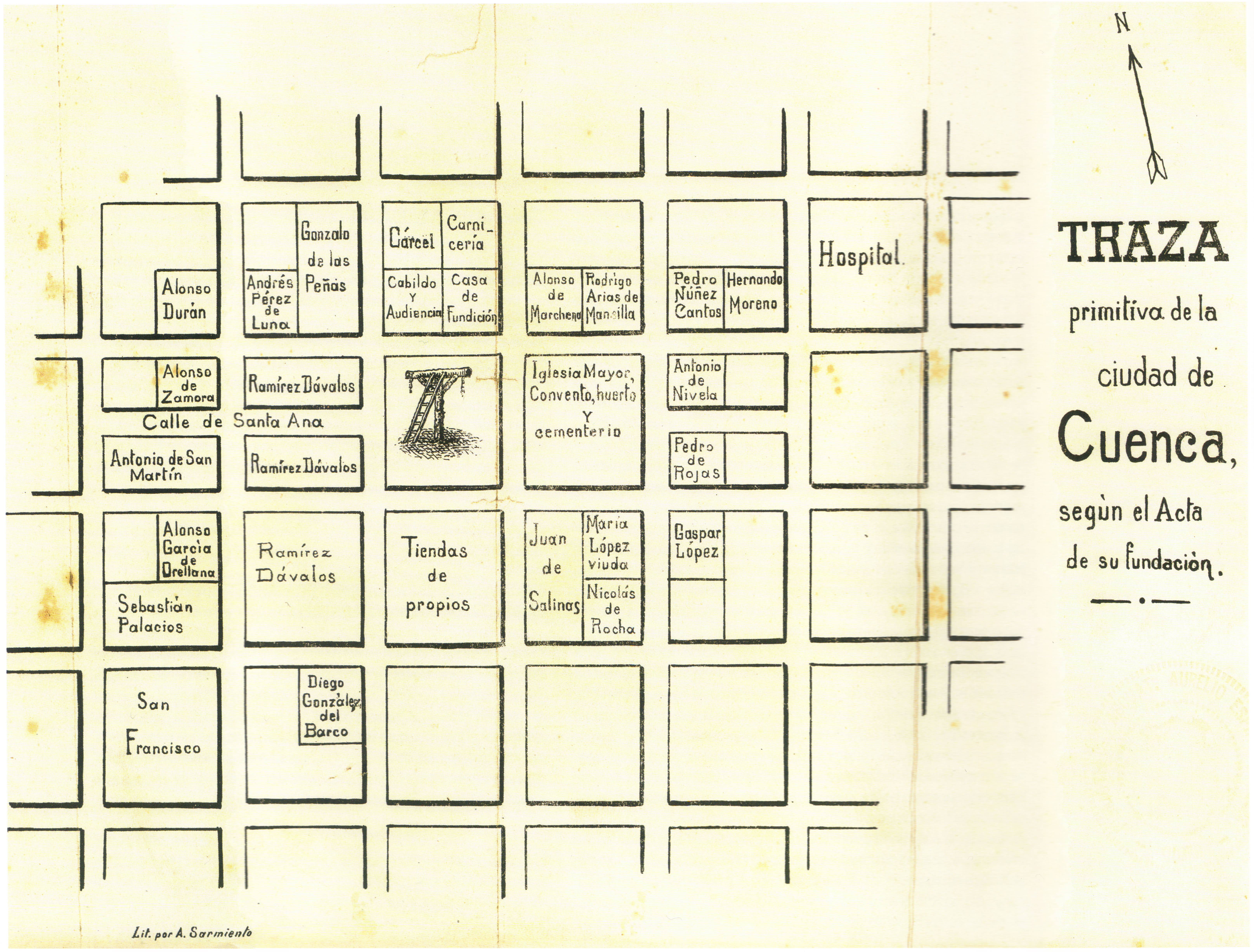
Planta da distribuição urbanística de Cuenca durante a sua fundação

O historiador equatoriano do século XIX, Federico González Suárez, relatou a história de que a atual igreja e convento de freiras de Todos Santos, é datada antes da fundação da cidade. Graças às escavações arqueológicas realizadas, se encontraram vestígios de moinhos de trigo que foram propriedade do comendador espanhol Rodrigo Núñez de Bonilla. Em 1536, Pizarro nomeou 29 comendadores (chamados "encomenderos" em espanhol, encarregados de cobrar os impostos aos índios; suas terras se conheciam como "encomiendas"). Gonzalo Pizarro, Diego Sandoval e Núñez de Bonilla receberam grandes "encomiendas" na região de Tumipampa. Para 1540, uma reduzida colônia de espanhóis tinha se assentado na beira do rio Tomebamba.
A sua fundação oficial ocorreu em 12 de abril de 1557 pelo conquistador Gil Ramírez Dávalos, por ordem do Vice-rei do Peru, Andrés Hurtado de Mendoza, com o nome de Santa Ana de los Ríos de Cuenca, em honra da cidade natal do Vice-rei e a principal característica geográfica da região banhada por 4 rios: Tomebamba, Yanuncay, Tarqui e Machángara.
Em domingo 18 de abril de 1557, dia da Páscoa de Ressurreição, Gil Ramírez Dávalos dirigiu o ato jurídico da Constituição do Primeiro Cabildo da Cidade, depois trabalhou até 26 de abril na adjudicação dos primeiros terrenos e criando a planejamento básico tipo tabuleiro da cidade.

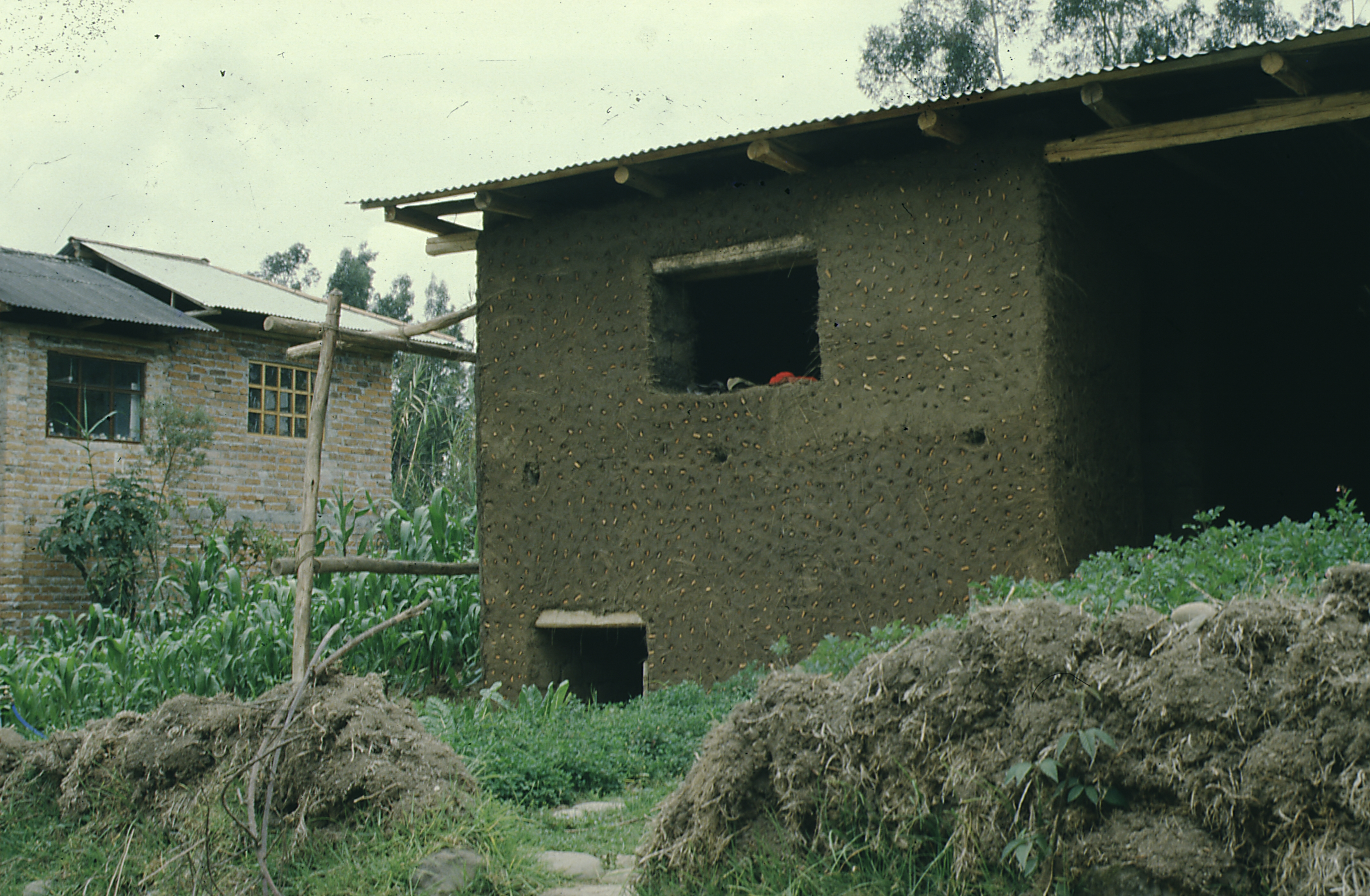
Construção rural típica, que conserva o estilo colonial com telhas e paredes de lama

A primeira vila era de dimensões pequenas. Os franciscanos fundaram seu mosteiro como parte do processo evangelizador. Depois chegou a Ordem dos Pregadores de São Domingos. A mão de obra utilizada para a construção da cidade foi a dos "mitayos" (nome quéchua que designava os pedreiros). Segundo as ordenanças reais estabelecidas pelo rei Felipe II em 1573, todas as cidades espanholas deviam ser planejadas como um tabuleiro, partindo de uma praça central e com áreas perfeitamente bem delimitadas para moradia, serviços, culto e atividades produtivas. A planície leste e a que se encontra entre os rios Yanuncay e Tomebamba eram as áreas dedicadas à criação de gado. A população indígena que foi localizada nos arredores da vila, dedicava-se à agricultura para abastecer os mercados. A economia de finais do século XVI estava baseada na agricultura e na mineração, como a exploração de mercúrio na aldeia de Azogues. Entre 1560 a 1600, várias minas de ouro e prata foram descobertas na região de Zaruma, ao oeste da vila, na atual província de El Oro e em Zamora, na atual província amazônica de Zamora-Chinchipe.
No entanto, a diminuição da população nativa por causa das epidemias e doenças, provocadas pelas minas e as péssimas condições de trabalho, acabaram por promover o fechamento das minas de Azogues e outras cidades, tornando completamente a economia para a agricultura de cereais e a criação de gado. Segundo as pesquisas, os nativos se reduziram de mais de 58.000 cañaris antes da chegada dos espanhóis a 12.000 em 1590.
Em 1563, com a criação da Real Audiência de Quito, Cuenca passou a formar parte dela como um Corregimiento, tendo naquele momento sob sua jurisdição as aldeias de Azogues, Cañar, Cañaribamba (hoje chamada Girón), Cumbe, Déleg, Gualaceo, Paute, Paccha, San Bartolomé e Sayausí.

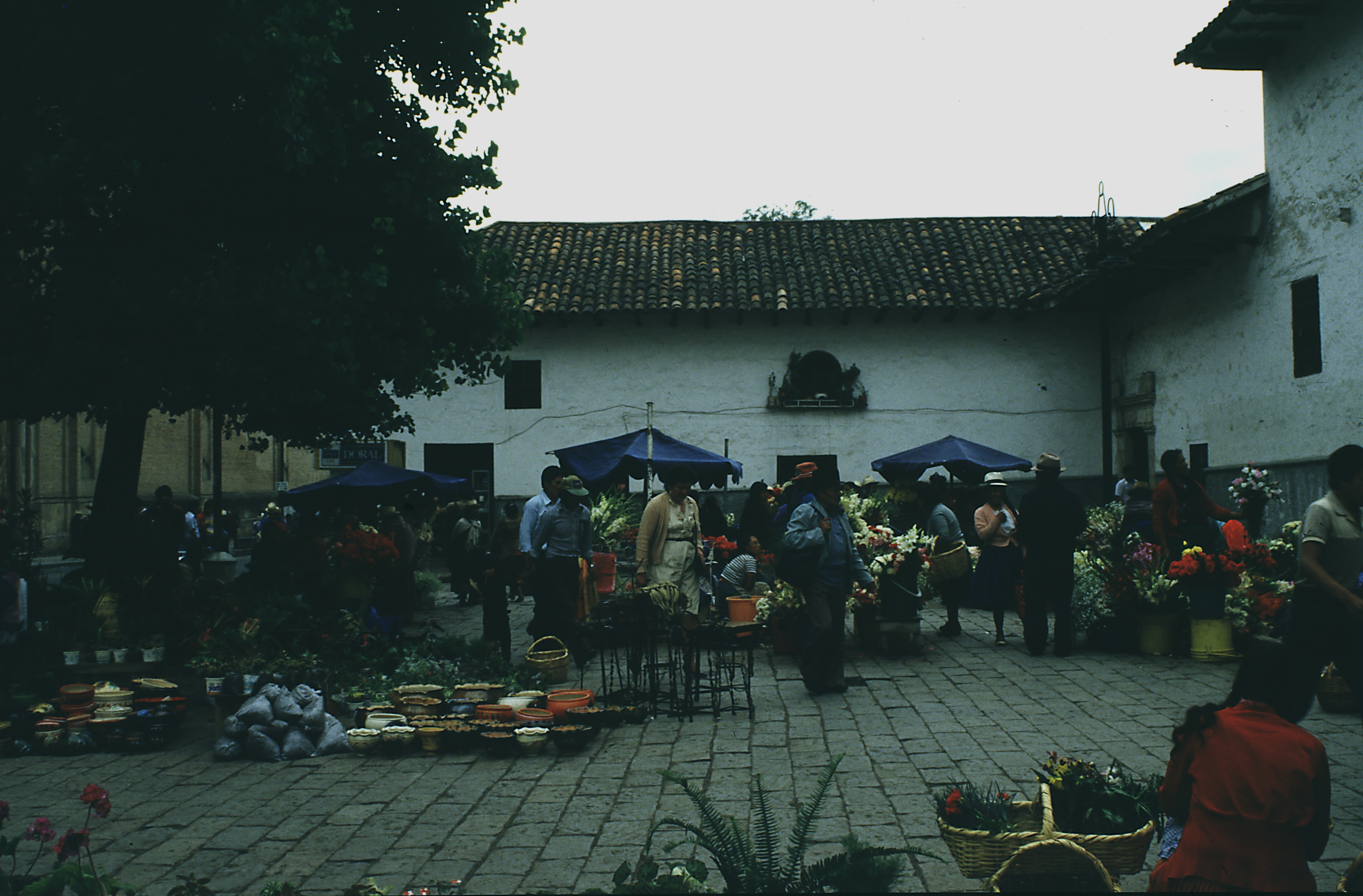
Praça das Flores, localizada em frente do Mosteiro do Carmo da Assunção, construído em 1682

Outras vilas espanholas fundadas na mesma época nas terras baixas nos arredores de Cuenca foram Sevilla de Oro e Logroño de los Caballeros. Enquanto os espanhóis iam ganhando poder e controle sobre os territórios, a cidade foi crescendo. A começos de 1599, Frei López de Solís fundou o convento de freiras da Imaculada Conceição de Cuenca. Para o estabelecimento do mosteiro se aproveitou do local onde tinha a casa Dona Leonor Ordóñez, que cedeu o terreno às freiras da Conceição como dote das suas filhas Leonor, Angela e Jerónima.  Em 25 de novembro de 1679, o rei Carlos III expediu uma cédula, assinada em Aranda de Duero, na qual concedia licença às freiras carmelitas de Quito para que, com pessoal de seu mosteiro, pudessem fundar outro na cidade de Cuenca. Atualmente ambos conjuntos religiosos guardam tesouros da arte sacra colonial feitos pelas mãos de hábeis artistas e artesãos locais.
No século XVII começou a decadência dos centros mineiros o que obrigou a população a mudar de atividade como alternativa de ocupação e renda, comercializando produtos agrícolas, têxteis e artesanais; se formando bairros como as padarias de Todos Santos, perto dos moinhos de grãos do mesmo nome. Os ourives se localizaram no bairro de El Sagrario, perto da Casa de Fundição; os ferreiros botaram sua frágua em El Vergel; os talabarteiros no bairro chamado das "solas" na atual rua Lamar; e todos os produtos feitos de cerâmica como as telhas e panelas vinham do oeste, do bairro chamado El Tejar (a telheira). Os mercadores que vendiam produtos agrícolas vendiam seus bens na Praça de San Francisco.

#### Arquitetura colonial

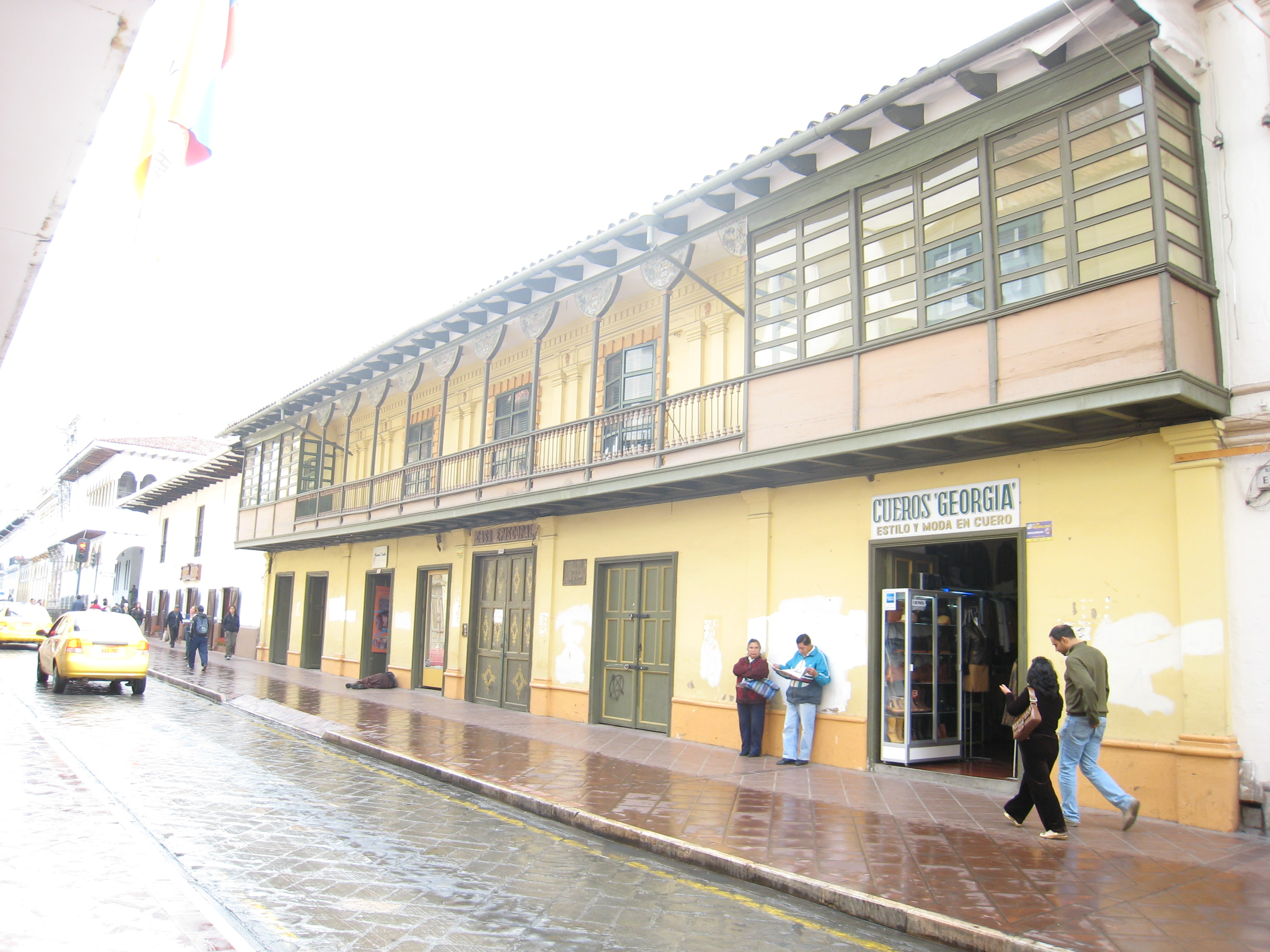
Palácio Episcopal (século XVII)

Quando falamos da arquitetura colonial, é importante saber que o estilo construtivo importado da Península se misturou com as técnicas indígenas. A lama foi a base do adobe das paredes das casas e prédios religiosos. Os tetos eram de telha e as varandas podiam ser de madeira ou de ferro trabalhado por artesãos cujos ofícios estavam bem identificados e hierarquizados como os pedreiros, ferreiros, chaveiros, e cada um deles se encarregava de uma parte específica da construção. O estilo que chegou da Espanha foi o andaluz com casas de um ou dois andares com paredes grossas e pátios interiores os quais podiam estar decorados com arcarias ou com colunas de madeira ou pedra. O antigo bairro inca de Pumapungo foi declarado pelas autoridades coloniais como "canteira pública", suas pedras foram usadas como fundações de casarões ou igrejas. Os melhores exemplos da arquitetura colonial de tipo civil são a Casa Episcopal (século XVII), a atual Casa Carvallo Alvarez (século XVII), a Casa das Pousadas e a Universidade Católica de Cuenca (ambas do século XVIII). No entanto, na arquitetura religiosa é onde se conservam detalhes decorativos que mostram as diversas influências da arte barroca, moçárabe e renascentista como na Catedral Velha (1567), Mosteiro da Nossa Senhora da Conceição (1599) e o Mosteiro do Carmo (1682).

### Cuenca e a Ilustração (1736–1800)
O período conhecido como Ilustração, caracterizado pelo desenvolvimento das artes e das ciências na Europa, chegou à Real Audiência de Quito com a Missão Geodésica Francesa, liderada pelo cientista francês Charles Marie de La Condamine em 1736. Dez franceses entre os quais se encontravam Louis Godin, Jean Godin, Pierre Bouguere, Jean Seniergues, Jussieau e Hugot, além dos marinhos espanhóis Jorge Juan de Santacília e Antonio de Ulloa, fizeram as suas pesquisas com o objetivo de medir um arco do meridiano terrestre e estabelecer exatamente aonde está o equador. Cuenca foi o cenário de várias pesquisas científicas, botânicas e geográficas. Sem dúvida, a maior descoberta foi a da planta chamada quinquina (Cinchona officinalis), usada naquela época como base para a cura da malária. Isto significou o começo de uma agroindústria que tornou à região numa das mais prósperas da América do Sul. No entanto, a resistência às mudanças radicais foram a característica dos cuencanos que naquela época estavam dominados pela influência da igreja católica.

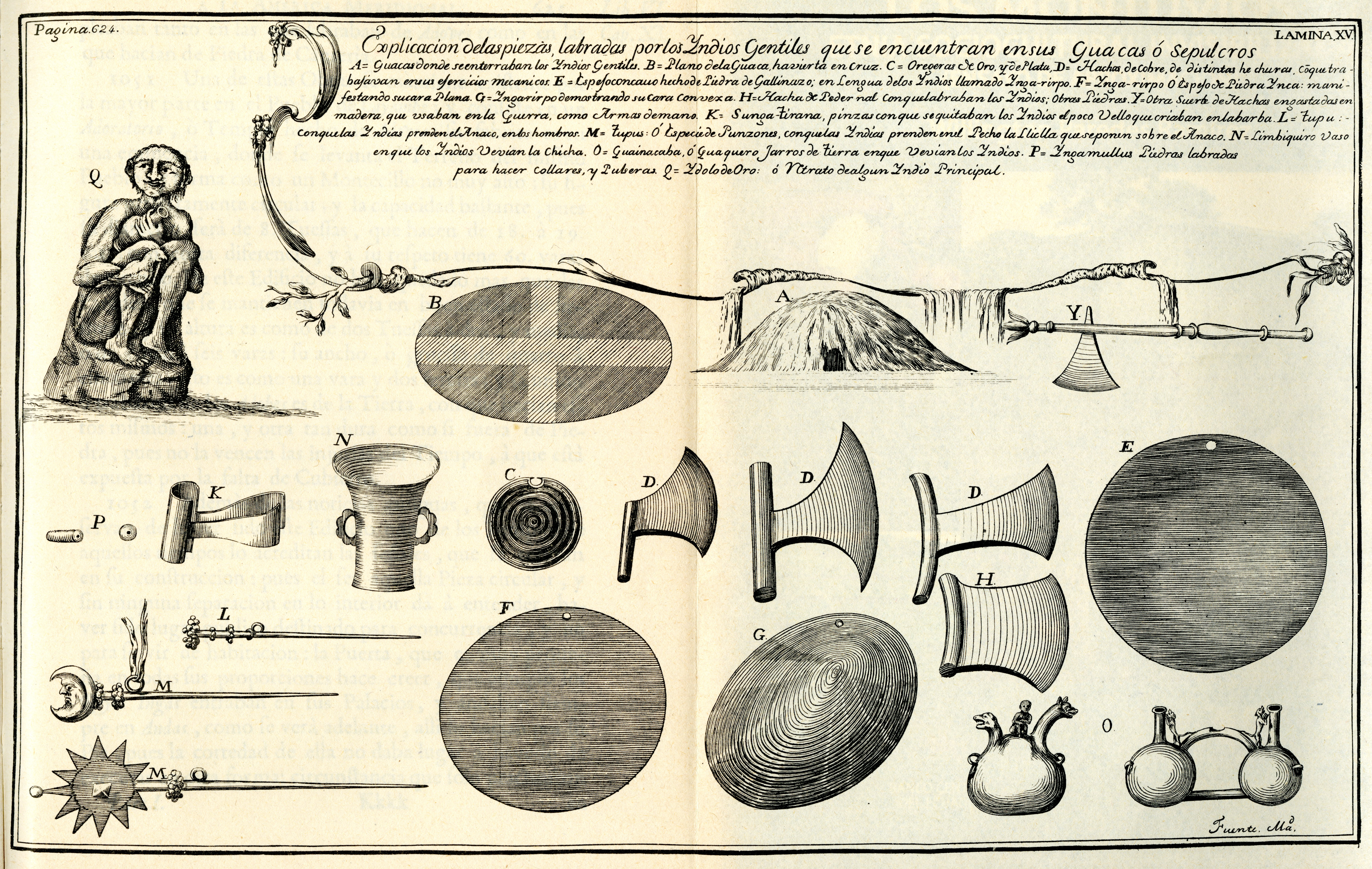
Desenho de objetos indígenas feito pelos espanhóis Antonio de Ulloa e Jorge Juan durante a Missão Geodésica

A chegada ao trono dos Bourbon na Espanha e as reformas borbônicas que atingiram a economia da Audiência de Quito, provocaram uma crise na produção têxtil, principal atividade econômica da região centro norte dos Andes equatoriais ao longo de mais de duzentos anos. No entanto no sul, uma crescente produção de aguardente procedente das plantações de cana de açúcar e a exportação da quinina geraram uma dinâmica que colocou a Cuenca dentro dos maiores centros de comércio colonial.
O rei Carlos III decretou a criação da Governação de Cuenca, em 15 de dezembro de 1777.
José Vallejo foi eleito governador e a pessoa que se encarregou de reformar a cidade na parte moral e em sua reconstrução física, para o qual “mandou empedrar as ruas, deu ordem para branquear as paredes e muros das casas e perseguiu aos vagabundos, enviando alguns para Guayaquil para que sejam operários na fábrica de tabacos estabelecida por conta da Real Fazenda; reconstruiu a Casa do Cabildo, edificou dois cárceres, um para homens, outro para mulheres, e arrumou os livros e documentos dos arquivos públicos... “
Em 1787 foi criada a Diocese de Cuenca, sendo nomeado José Carrión y Marfil, quem tomou posse na igreja paroquiana que foi elevada à categoria de catedral.

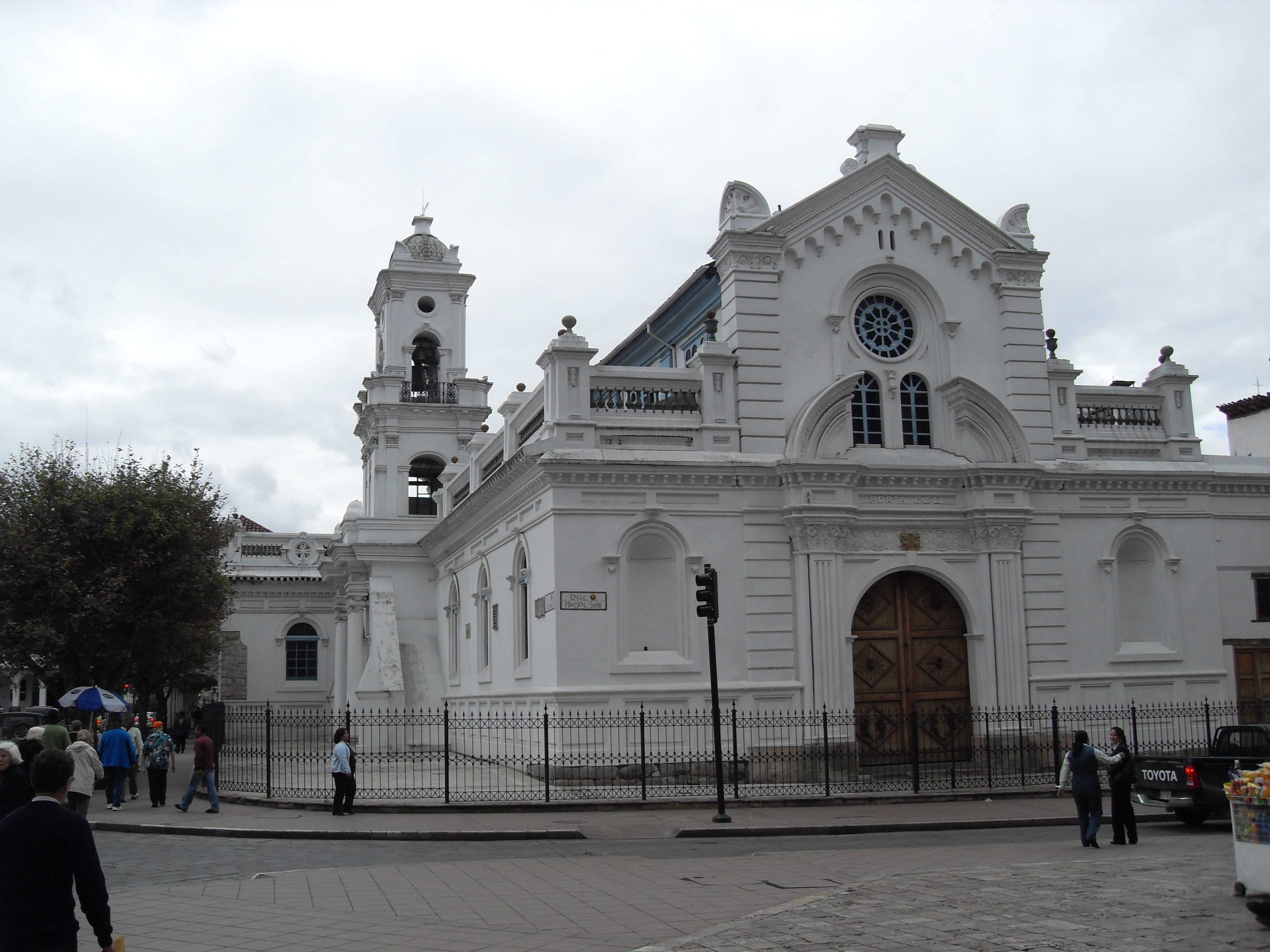
Antiga Catedral de Cuenca, cuja torre foi usada pelos geodesistas para fazer medições

A começos do século XVIII, a população da cidade era de 10.000 a 12.000 moradores, contando com 1 400 casas e 1 000 "tiendas" (chamadas assim às casinhas ocupadas por indígenas); a meados do século era de 13.000 a 14.000 e no cadastro feito pelo Rei da Espanha em 1779, a cidade tinha 16 mil moradores. A região sul da Real Audiência de Quito se converteu na mais próspera daquela época por causa do desenvolvimento da indústria de produção de tecidos grossos tipo pano e porque tanto a cidade de Loja quanto Cuenca eram os centros urbanos arredor dos quais se desenvolveu a exploração da quinquina, base para os medicamentos que deram a volta ao mundo. A planta era vendida aos mercadores que levavam ao porto de Piura ao norte do atual Peru e daí para Lima desde onde se exportava para a Europa. O auge dessa planta deu como resultado o surgimento de grandes fortunas que transformaram a dinâmica econômica da região e das cidades austrais dos Andes equatoriais. No entanto, também significou o desmatamento de grandes extensões de bosque.

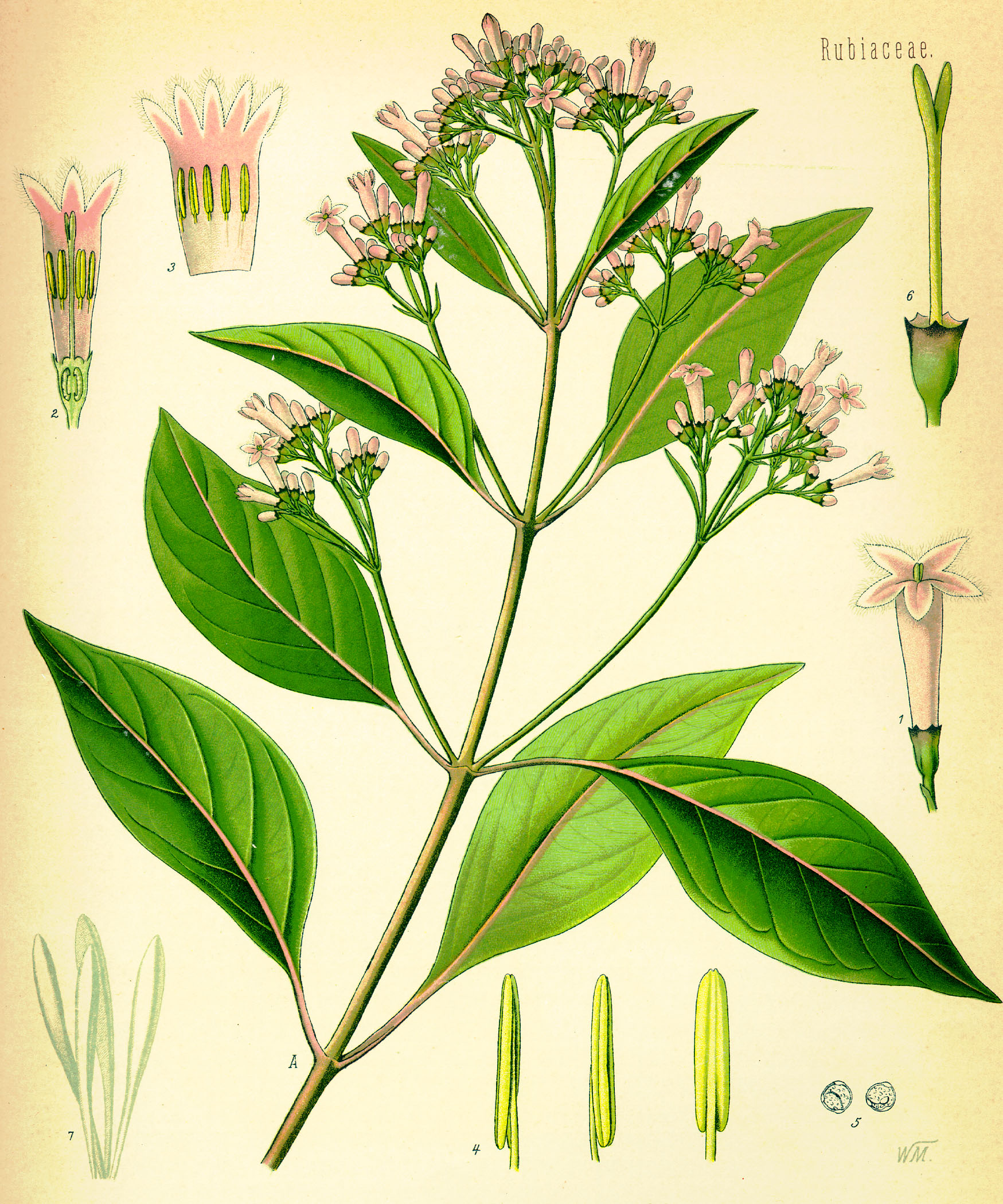
Quinquina (Cinchona officinalis)

### Século XIX: Independência e República (1800–1895)

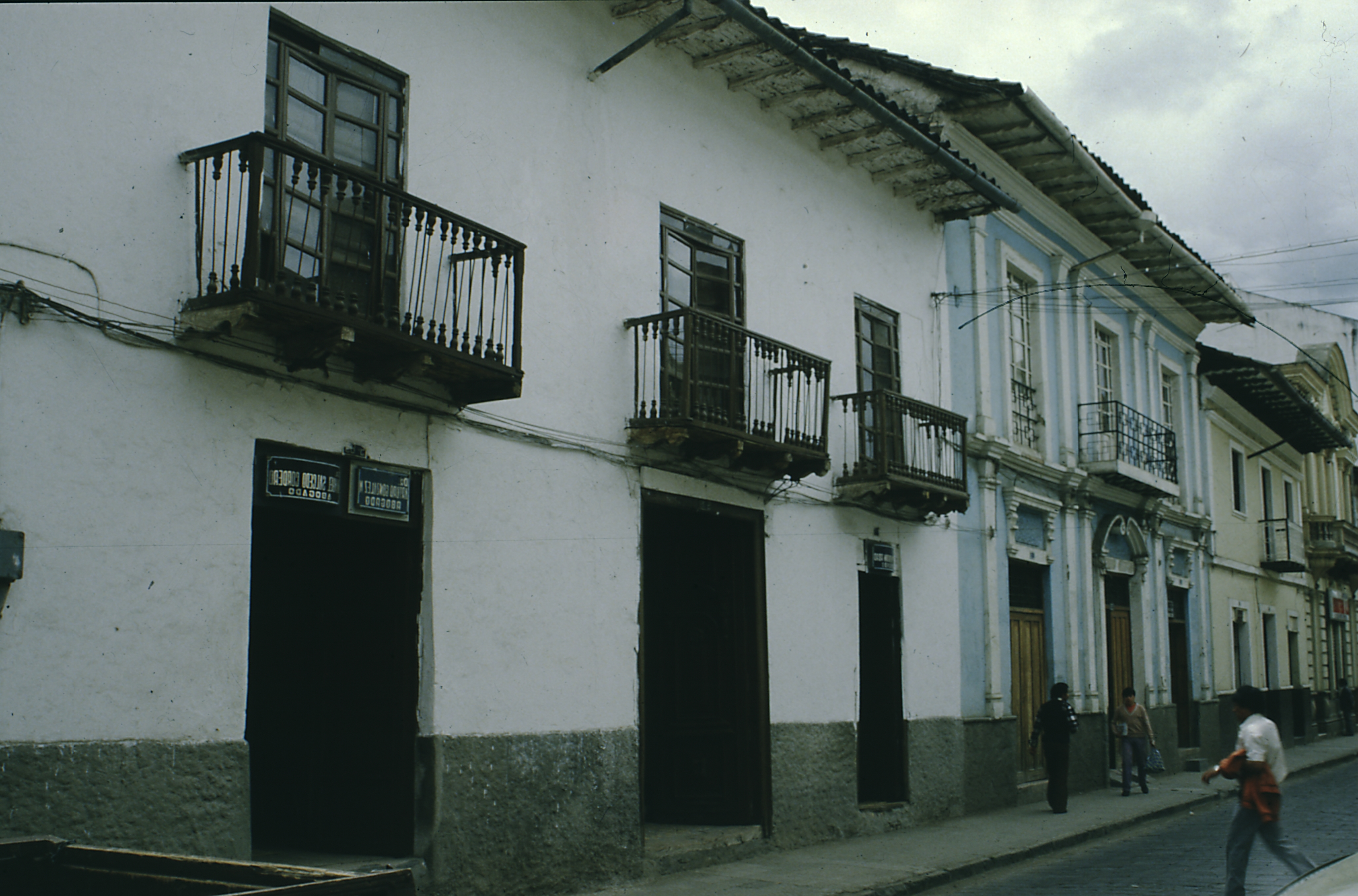
Casas do século XIX com influências colonial espanhola e neoclássica

A prosperidade econômica se viu interrompida durante o intenso processo de independência desses territórios ocorrido entre 1808 a 1822. Quando as tropas napoleônicas invadiram a Espanha, em 25 de dezembro de 1808, um grupo de "criollos" (nome usado para designar aos espanhóis nascidos nas Américas) se reuniram numa fazenda em Sangolquí, aldeia perto de Quito e decidiram a criação de uma Junta Soberana de Governo, a qual foi finalmente consolidada em 10 de agosto de 1809 em Quito, nomeando o Marquês de Selva Alegre, Juan Pio Montúfar y Larrea como presidente. No entanto, essa tentativa de rebelião não teve muito sucesso e afinal vários dos revolucionários foram aprisionados e assassinados na massacre ocorrida em 2 de agosto de 1810. Durante a revolta de Quito, Cuenca se manteve fiel aos interesses da Coroa e não se uniu à rebelião que acabou com a morte de mais de trezentas pessoas. Após esta primeira tentativa, as autoridades espanholas voltaram tomar conta da situação e mantinham o controle da Audiência até 1822.
No entanto, em 9 de outubro de 1820, um grupo de ilustres guayaquilenhos liderados pelo poeta José Joaquín de Olmedo, declararam a independência de Guayaquil e criaram a primeira república livre desses territórios. Imediatamente começou a luta pela libertação de toda a Audiência de Quito. O Marechal José Domingo La Mar e o jovem general Abdón Calderón se converteram nos líderes da independência de Cuenca em 3 de novembro de 1820.
Com as guerras libertárias, os artesãos sofreram múltiplas mudanças na sua localização urbanística. Alguns bairros como San Sebastián, absorveram vários ofícios por causa de se encontrar num ponto estratégica na periferia da cidade, na rota para Naranjal, rumo ao litoral. O conceito de bairro especializado foi sumindo para se adaptar às novas condições de vida que oferecia a época republicana.
Dentro deste processo de mudanças sociais e econômicas, cuenca foi se consolidando como um eixo de cultura e letras. O religioso frei Vicente Solano (1791-1865) introduziu a imprensa em 1 de janeiro de 1828 e publicou o primeiro jornal chamado "Eco del Azuay", criado com o objetivo de apoiar à liberdade de imprensa.

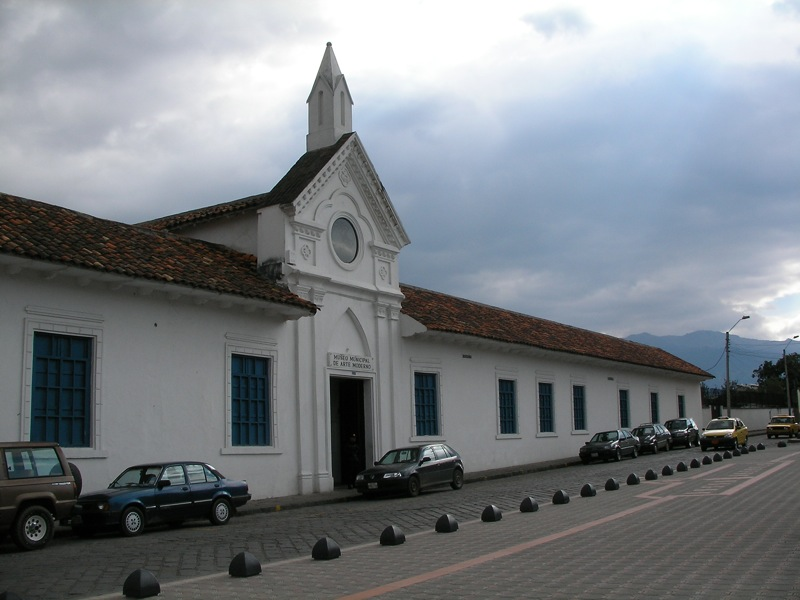
A Casa da Temperância, construída em 1876 pelo bispo Miguel León e em 1992 foi convertida no Museu de Arte Moderna

Na segunda metade do século XIX, volta se dinamizar a economia agrícola exportadora graças a dois produtos estrela: a quinquina e o chapéu de palha, conhecido como panamá. Por volta de 1860, o país vive uma época de boom econômico. O porto de Guayaquil concentrava as exportações do cacau do litoral e da quinquina dos Andes. Empresários cuencanos levaram a palha "toquilla", planta originária da Costa central do Equador para a região de Cañar e Azuay e ensinaram os indígenas a elaboração dos chapéus. A alta demanda na Europa e nos Estados Unidos converteram-no num produto muito procurado. As famílias aristocráticas tanto do litoral quanto dos Andes viajaram para Europa e voltaram trazendo a moda e tudo o que fosse novidade naquela época.

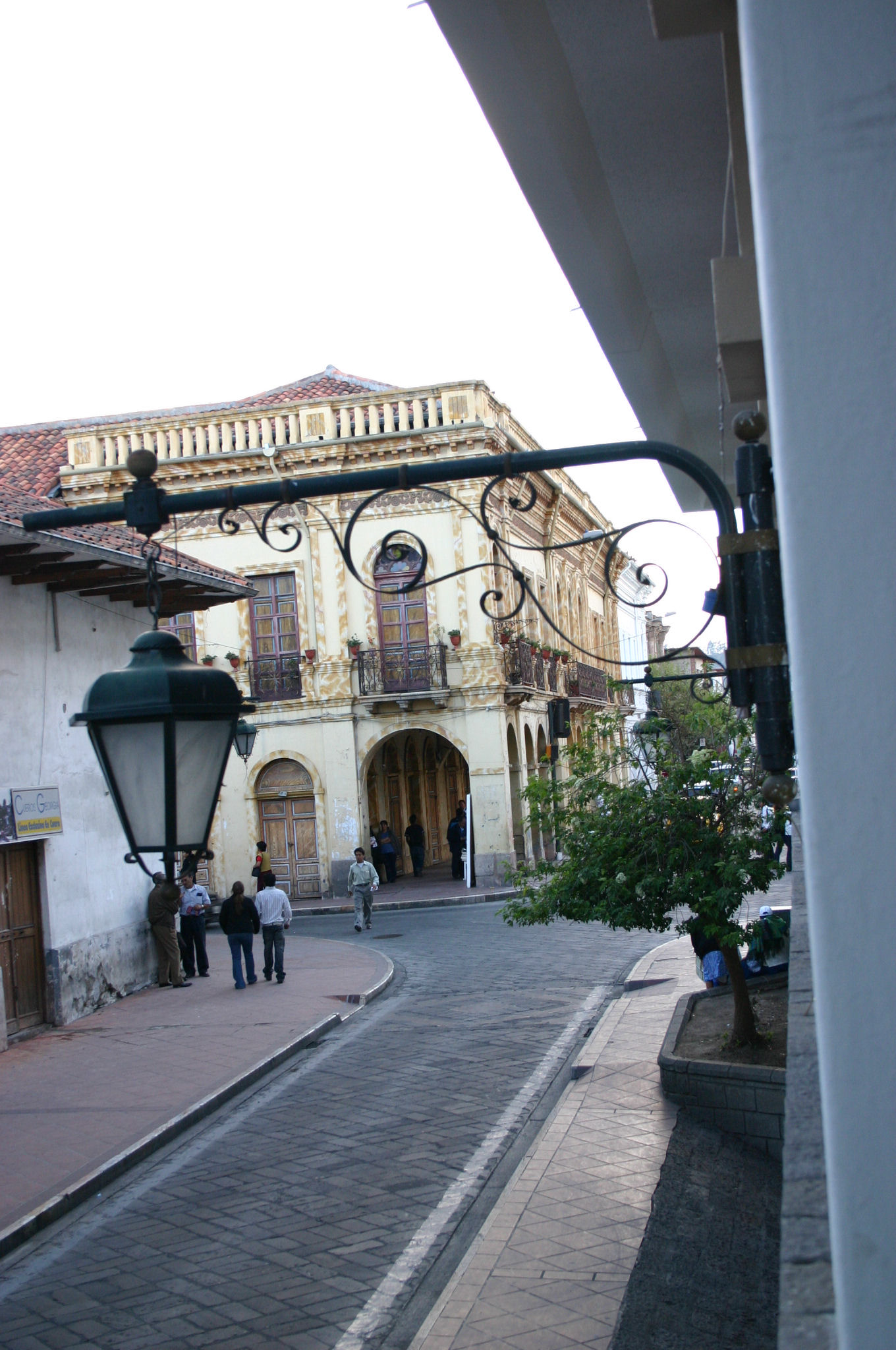
Candeeiros, varandas de ferro e molduras nas janelas foram alguns dos elementos decorativos do século XIX

Os artesãos e pedreiros locais tiveram que apreender novas técnicas e se adaptar às mudanças culturais de uma sociedade que aos poucos foi transformando a cidade. As antigas casas espanholas de um andar ou aqueles sobrados muito simples foram derrubados para construir novos casarões e palácios de estilo francês. Janelas e sacadas de ferro fundido e fachadas enfeitadas com molduras de estilo neoclássico e eclético historicista. São importadas da França e da Inglaterra grandes placas de latão para revestir tetos, rodapés e muros das moradias que já eram de vários andares, mesmo que no interior conservaram o pátio interno central e um pátio traseiro para a horta. Lustres venezianos e tapetes trazidos de inúmeros locais do mundo eram também parte da decoração dos casarões das famílias da elite local.
A meados do século XIX, a cidade ultrapassa o seu limite natural: o rio Tomebamba. Em 1818 se construiu a ponte de El Vado e em 1848 a ponte de Todos Santos, juntando a vila com a zona baixa conhecida como "Jamaica" ou "El Ejido", onde os ricos tinham seus sítios de verão com cultivo de frutas e vegetais. Numa planta feita pelo francês Rodil em 1889 se observa a extensão urbana de Cuenca a "la fin du siécle". As praças principais eram: a Praça Central (hoje Parque Calderón), a Praça do Mercado (hoje San Francisco), a Praça de San Blas, e a Praça de San Sebastian, destinada naquela época à venda de gado.
Em 1875, Luis Cordero Crespo, quem fosse presidente da República e embaixador do Equador no Chile trouxe as araucárias que estão semeadas no Parque Calderón e que hoje são a principal característica da praça.

### Revolução Liberal e a Belle Époque (1895–1930)
Em 1895 triunfou a Revolução Liberal liderada pelo general Eloy Alfaro Delgado. Este processo histórico trouxe várias mudanças sociais e econômicas para o país. Se declarou a educação laica e se separou o poder da igreja católica do Estado, as mulheres tiveram direito à educação e a economia equatoriana foi se consolidando como a de um país agroexportador que vendia matérias primas para o mundo como a quinquina, o cacau e tecidos. O governo revolucionário impulsiona as exportações, principalmente do litoral e os Estados Unidos se transformam no principal mercado. Com a construção da estrada de ferro entre Quito e Guayaquil e a sua inauguração em 1908, se abrem as portas para uma nova dinâmica econômica.

#### A construção da"Cité": Neoclássico e eclético

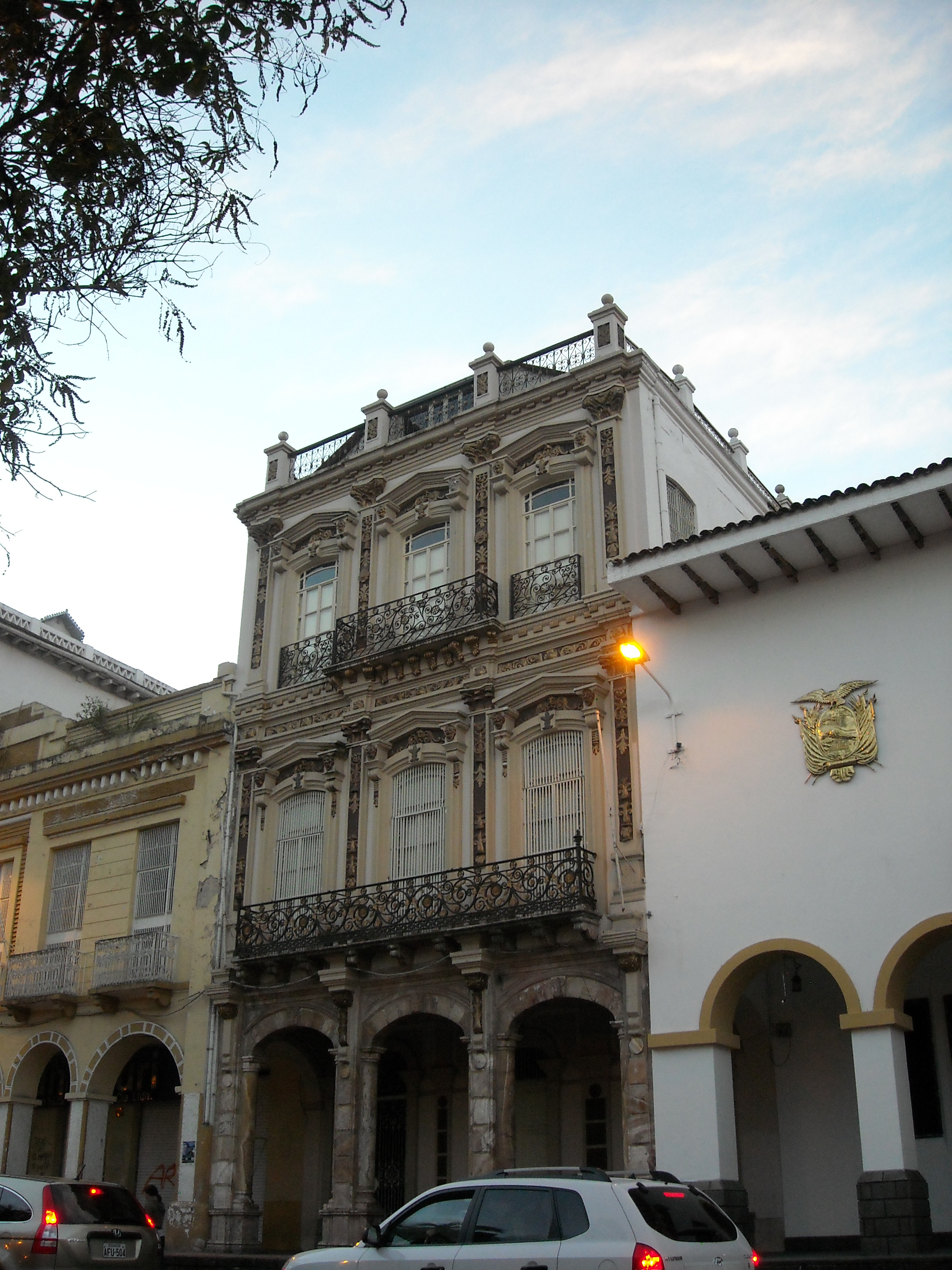
Casarão de estilo francês na frente do Parque Calderón

Em 20 de março de 1887 foi assassinado Luis Vargas Torres, um dos líderes das rebeliões populares que apoiaram à revolução liberal, na praça central que foi batizada como Plaza Luis Vargas Torres. No entanto, como em Cuenca ainda existia uma população profundamente católica e extremamente conservadora, as pessoas seguiram chamando-a de Praça de Armas ou Praça Central.
Dentro deste período é importante o projeto que graças a vários religiosos como o bispo Miguel León e famílias influentes da cidade, acabou nas mãos do padre redentor alemão João Batista Stiehle. Tratou-se da construção de uma nova catedral. O arquiteto alemão se encarregou da obra até a sua morte em 1899. O estilo usado é uma mistura entre neoclássico com gótico tardio e românico.
Na frente do novo templo, Francisco Eugenio Tamariz fez a construção duma nova torre para a antiga catedral que foi terminada em 1867. No entanto, o mesmo Stiehle decidiu fazer uma reforma integral da igreja, modificando a sua fachada em 1892 e dando ao prédio as características neoclássicas que tem hoje em dia. Além disso, adicionou a casa dos canónigos e uma sala capitular.
Se Santa Ana dos Rios de Cuenca foi fundada pelos espanhóis, a cité francesa foi fundada pelas famílias aristocrâticas cuencanas, umas de origem espanhola e outras enriquecidas graças à exportação da quinquina e dos chapéus de palha. Em troca desses envios, importaram a cultura francesa.

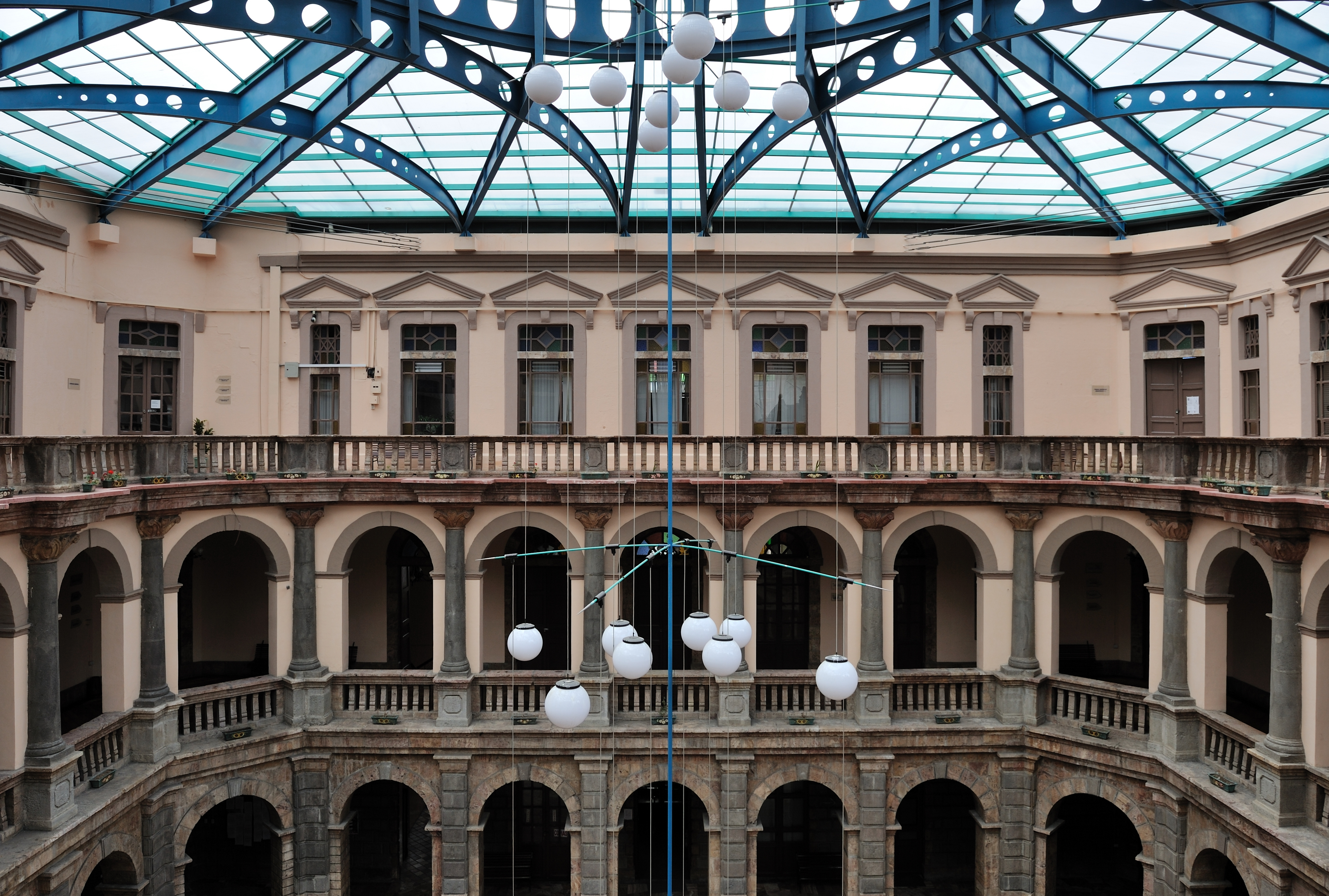
Interior do prédio da Corte Constitucional

"Desde finais do século XIX até a década dos anos trinta, a cultura francesa se expressa e influi poderosamente nas letras, na arquitetura, na pintura, no ensino fundamental, médio e superior; e se expressa com força também na moda, no vestido, no mobiliário e os utensílios dos casarões que buscam mudar a sua tradicional austeridade pelo desfrute e gozo de umas classes sociais com marcado otimismo e fé no progresso (...) Paris não foi o destino de peregrinação só, de jovens poetas, estudantes e artistas, porém a cidade transmissora de influências literárias, conceitos e estilos arquitetônicos, pedagogias novíssimas para o nosso meio e provedora de um arsenal de mercadorias (lustres, pianos, tapetes, perfumes, louças) que trocaram a imagem da cidade dando-lhe um ar moderno, novo, diferente do que ela teve no passado"
A começos do século XX, chegam novos serviços e obras como a Empresa Elétrica Municipal, o encanamento da água, o telefone e os primeiros carros.
Em 1910, o francês Giusseppe Majon projeta o antigo casarão da Rosa Jerves (na frente do Parque Calderón), moradia de corte renascentista com decoração estilo império, que serviu depois como sede da filial da Casa da Cultura nos seus primeiros anos de criação, e mais tarde da sociedade "Amigos da França".
Em 1914, começou a construção da atual Corte Suprema de Justiça, planejada com o estilo neoclássico francês.
Em 1920, o estado do parque central era deplorável, então o governo contrata a Octavio Cordero Palacios para fazer uma remodelação integral com jardineiras e bancas.
Luis Donoso Barba foi o responsável do planejamento, também com estilo renascentista francês, do prédio do Banco del Azuay e, nos terrenos de El Ejido, do Colégio Benigno Malo.

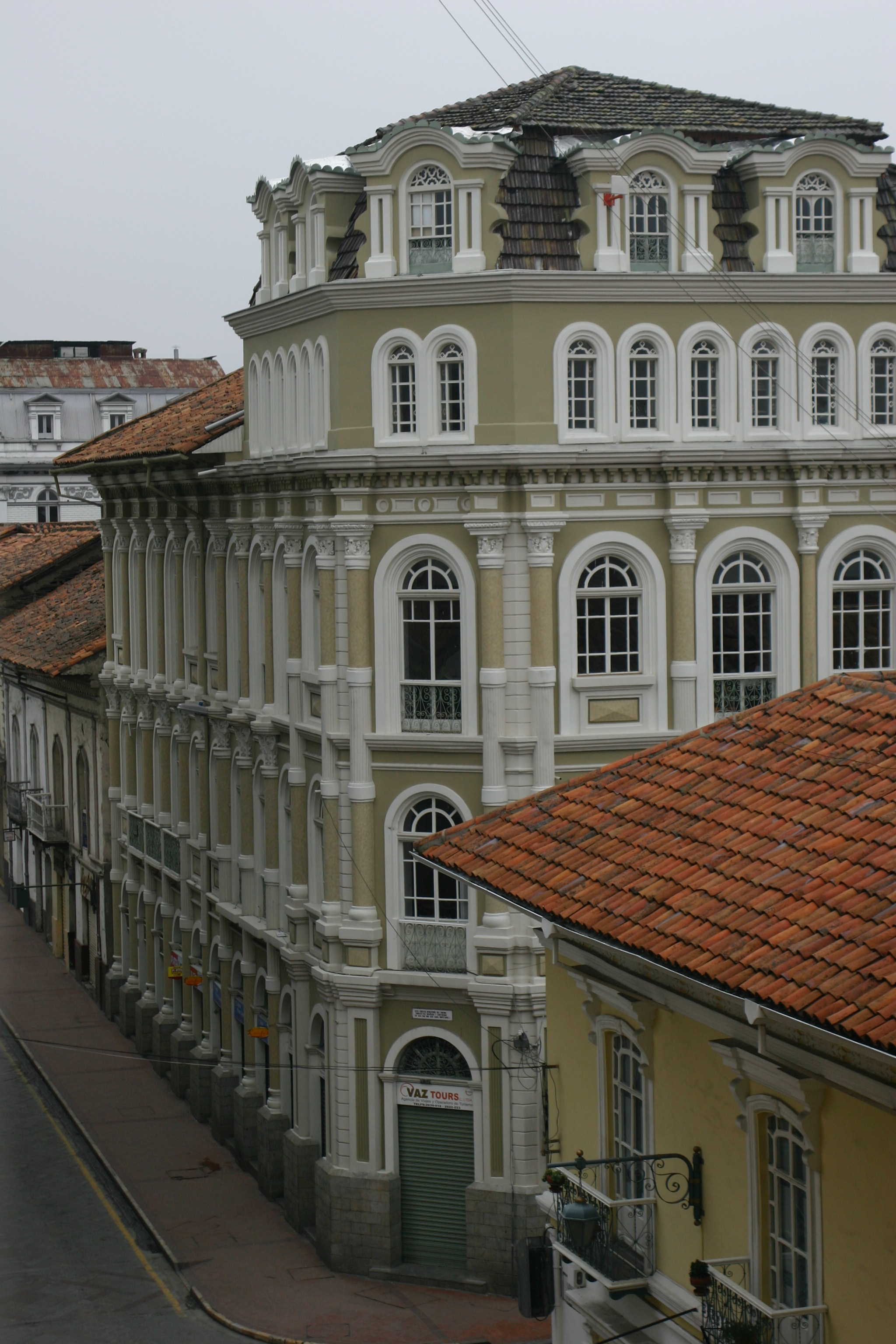
Prédio com teto, janelas emolduradas e ornamentos franceses
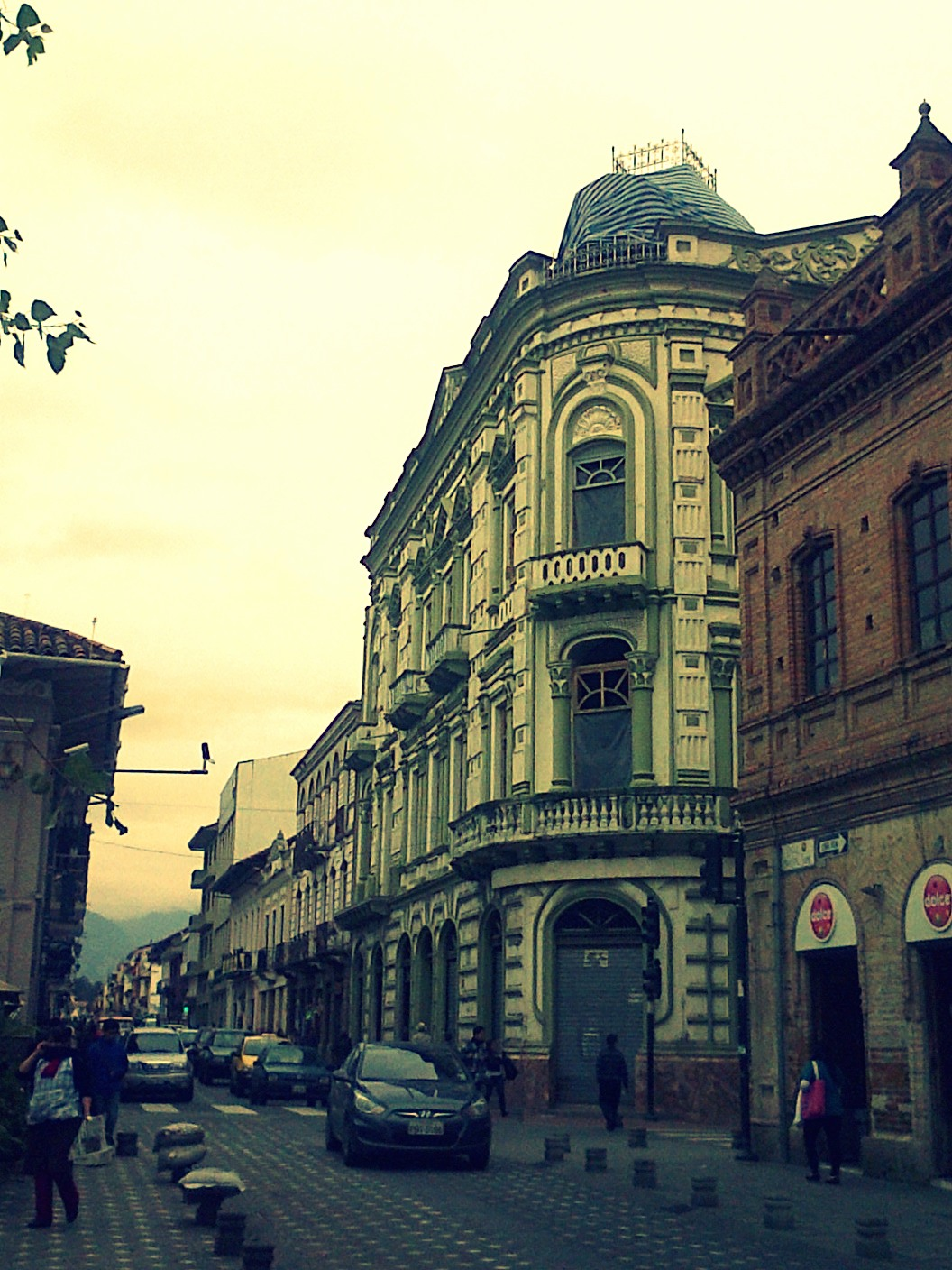
Rua Padre Aguirre
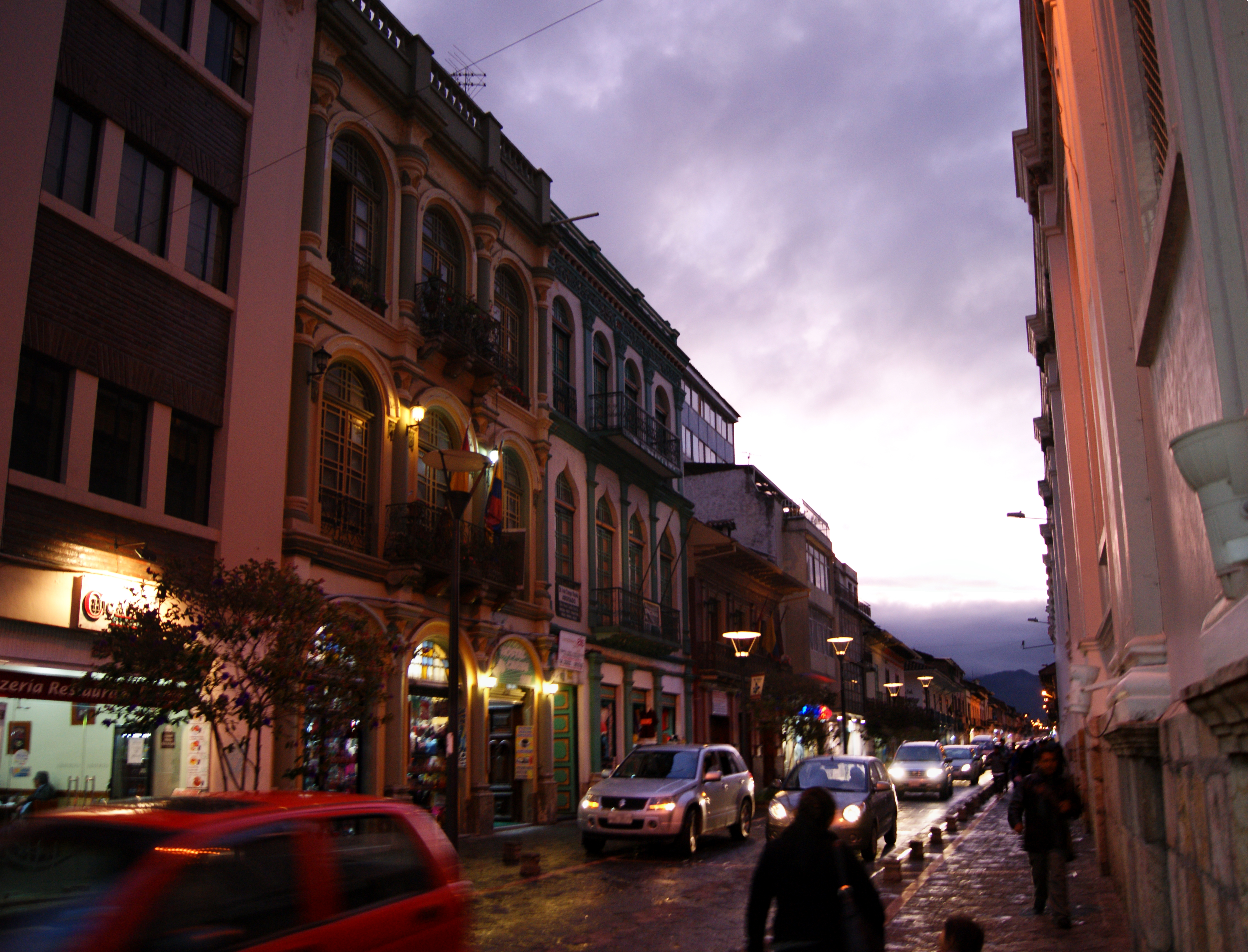
Casarões na Avenida Gran Colombia
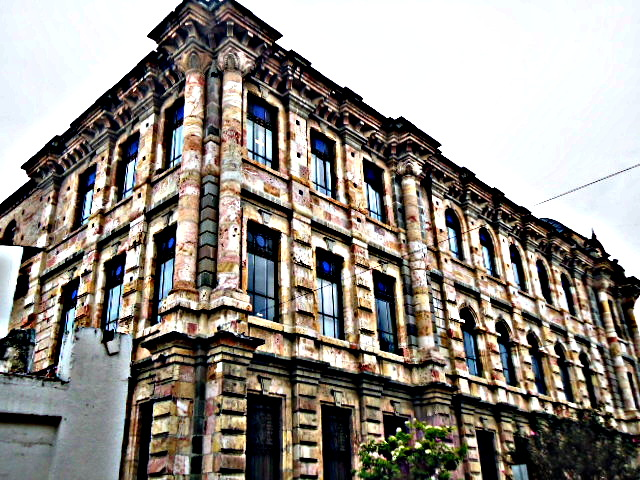
O mármore é um dos materiais mais comuns na arquitetura de Cuenca
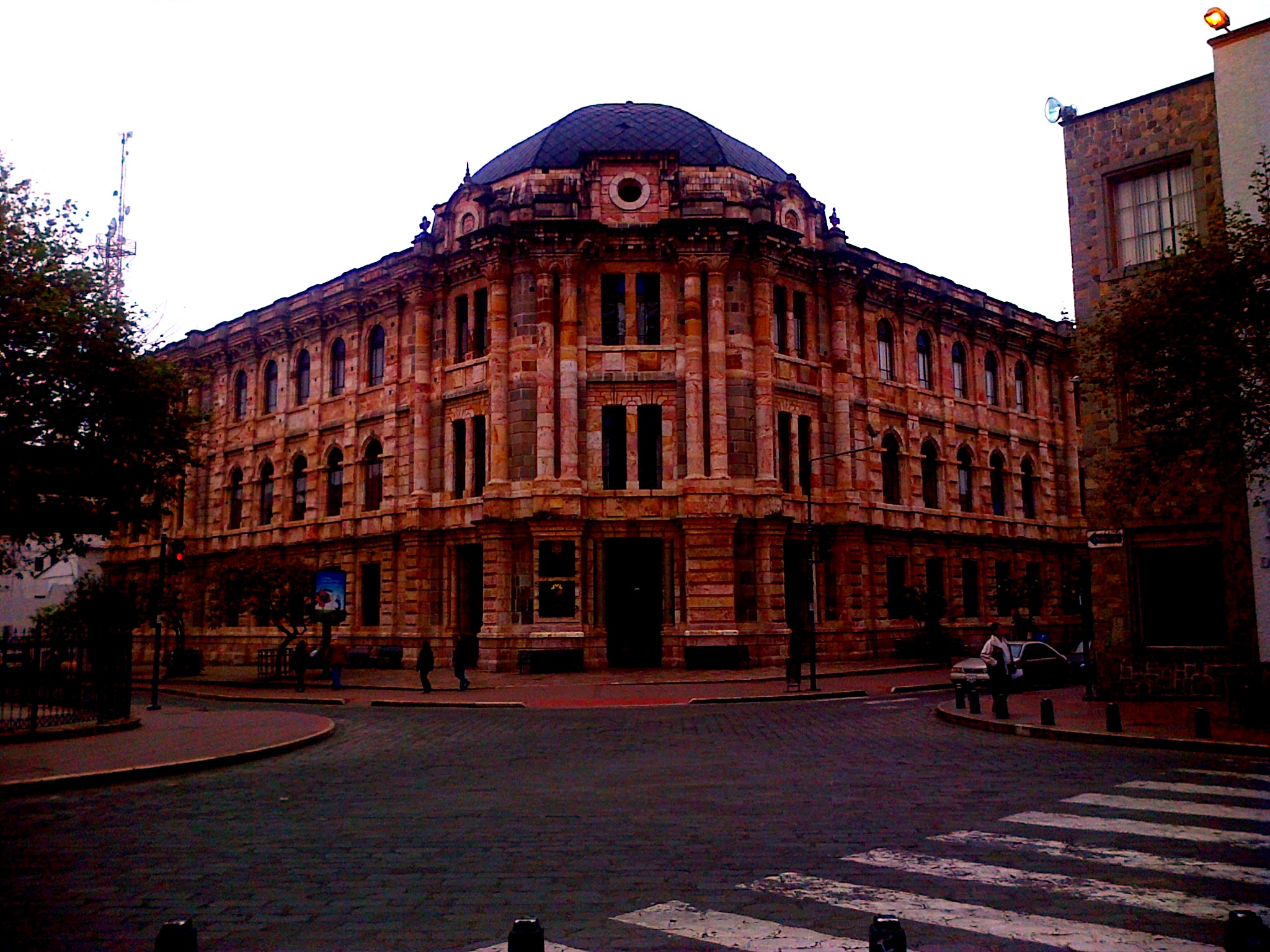
Corte Suprema de Justiça
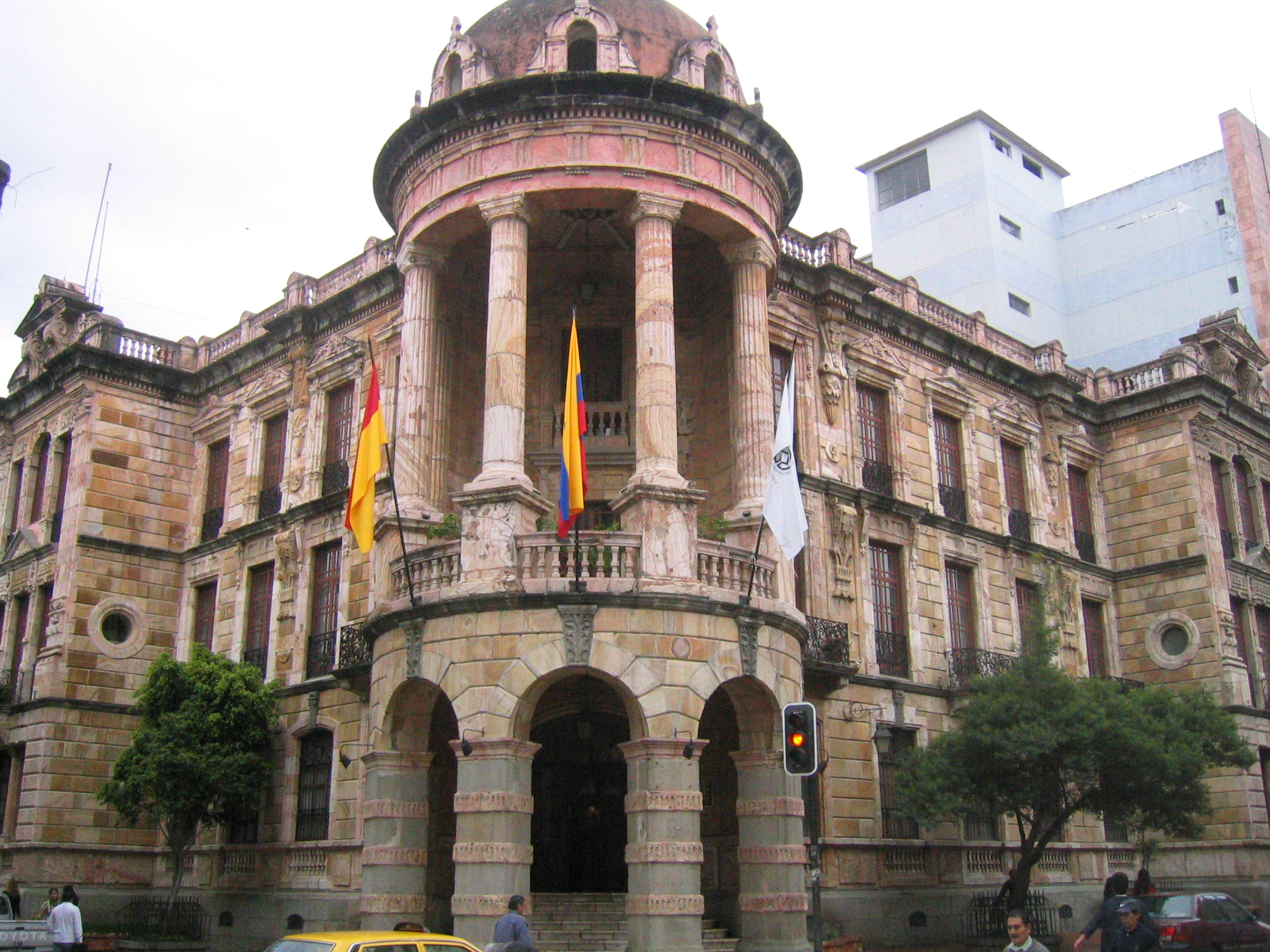
Prefeitura de Cuenca
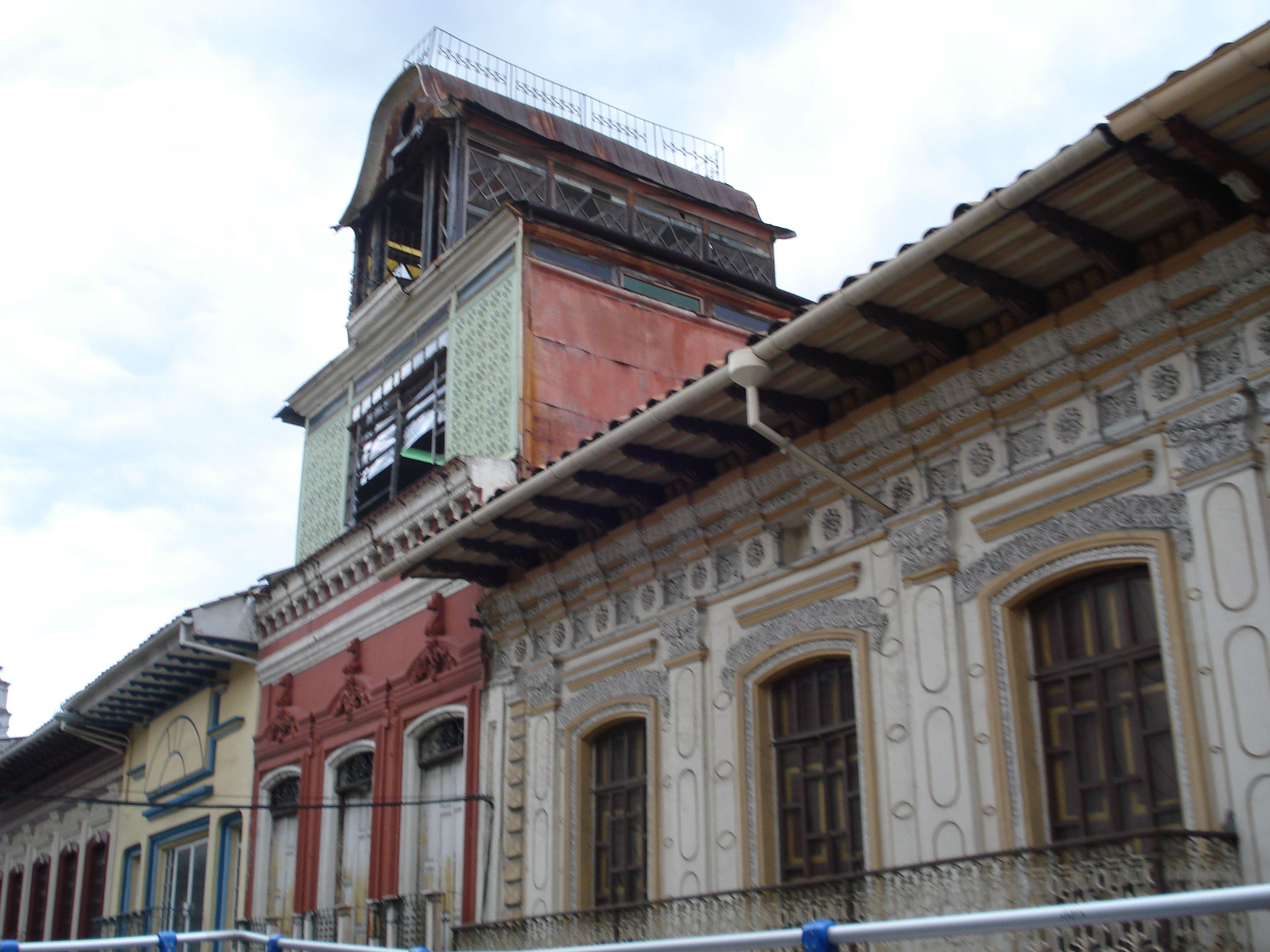
Sobrado tipo francês entre casas republicanas do século XIX com influência espanhola
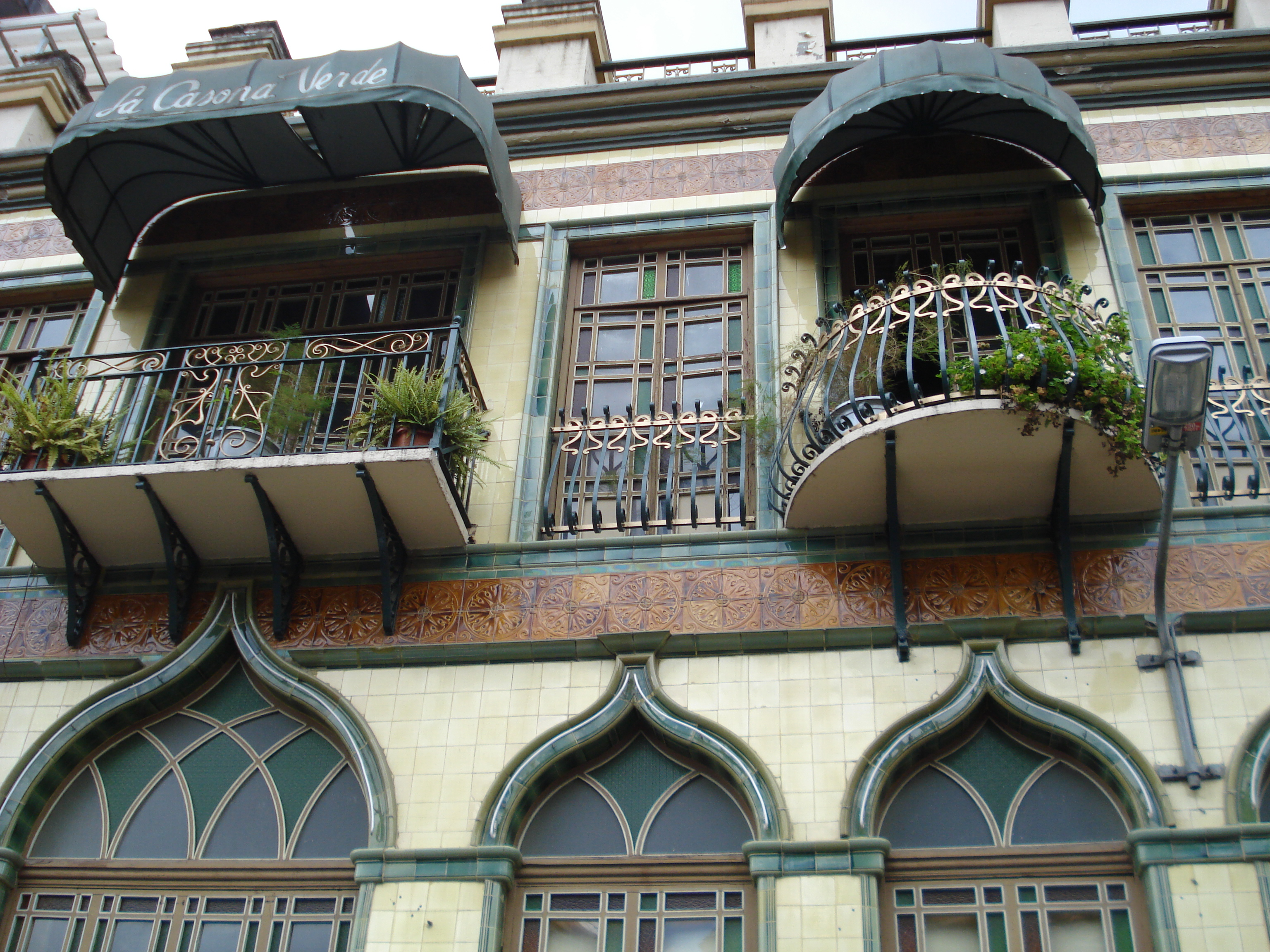
Prédio estilo eclético com varandas e janelas tipo índio-árabe